# Extractor de miel
Un extractor de miel es un dispositivo mecánico utilizado en la extracción de miel de los panales. Los extractores funcionan por fuerza centrífuga, un tambor o recipiente sostiene los cuadros o marcos de cera y los hace girar arrojando la miel que contienen, antes de la centrifugación debe quitarse (cortarse con un cuchillo, etc.) la tapa de cera con las que las abejas cubren las celdas llenas de miel. Con este método, el panal de cera permanece intacto dentro del marco y las abejas pueden reutilizarlo.

## Historia
En 1838, Jan Dzierżon, un sacerdote católico alemán y apicultor, ideó la primera colmena práctica de panal móvil, que permitía la manipulación de panales individuales sin destruir la estructura de la colmena. Esta idea fue desarrollada por L. L. Langstroth, un pastor y apicultor estadounidense de Filadelfia, Pensilvania, quien patentó su diseño de colmena en 1852. Estos marcos fueron una gran mejora con respecto al antiguo método de apicultura que utilizaba troncos de árboles huecos y cestas de mimbre. Sin embargo, no se había encontrado ningún método para extraer fácilmente la miel.
El extractor fue inventado en el verano de 1865 por Francesco De Hruschka, un ex oficial del ejército austríaco que para entonces era apicultor en Italia. La fecha exacta de la invención no se conoce pero el 1 de julio de 1865 explicó en un artículo del Eichstraett Beekeeping News su antiguo método de trituración para extraer la miel. Este artículo habría sido escrito en mayo o junio de ese año. En septiembre de 1865, hace el anuncio en la Conferencia de Apicultores de Brno de su nuevo invento: el extractor centrífugo. El primer modelo fue construido por Bollinger Manufacturer en Viena, Austria.
La primera versión era una simple caja de hojalata unida a un cordón de alambre con un embudo en el fondo al que se sujetaba un vaso para recoger la miel. Sin embargo, la extracción era lenta y requería mucho esfuerzo por parte del apicultor. La segunda versión utilizó el mismo diseño pero unido a un brazo en la parte superior de un trípode. La versión final se parecía a lo que reconocemos hoy como un extractor con el familiar cuerpo cilíndrico.
Los modelos a escala de las tres versiones de los extractores se presentaron en agosto de 1868 en la Exposition des Insectes (Exposición de insectos) en París, Francia. La idea pronto se publicó en varios periódicos de apicultura en todo el mundo y varios proveedores fabricaron extractores que se vendieron en todo el mundo basados en su idea.

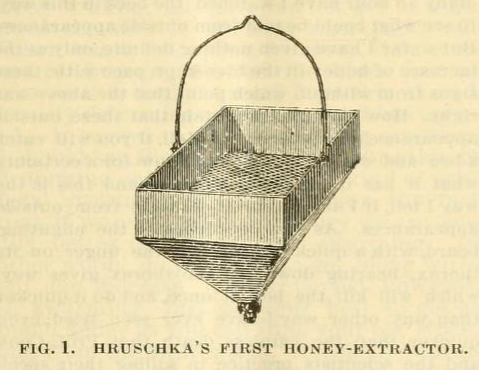
Extractor De Hruschka (primera versión)
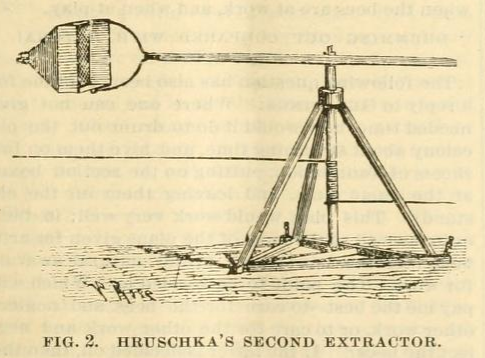
Extractor De Hruschka (segunda versión)
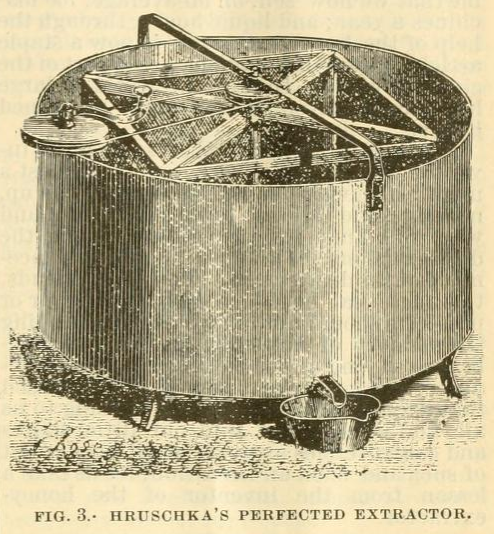
Extractor De Hruschka (versión final)

## Tipos de Extractores
Los extractores pueden ser de dos tipos dependiendo de cómo estén orientados los marcos en la cesta:
- Tangencial: un lateral del cuadro mirando hacia afuera
- Radial: el cabezal superior del marco mirando hacia afuera[5]

Ambos se basan en el uso de la fuerza centrífuga para expulsar la miel de las celdas. Durante el proceso de extracción, la miel sale de las celdas de cera destapadas, corre por las paredes del extractor y se acumula en el fondo. Un grifo o bomba de miel permite sacar la miel del extractor. La miel debe retirarse a tiempo y permanecer siempre por debajo de los marcos giratorios ya que de lo contrario impide que el extractor gire con suficiente velocidad.
Los extractores pueden variar en tamaño, desde solo un par de marcos hasta grandes comerciales con capacidad para sesenta marcos. Los más pequeños pueden ser accionados manualmente mientras que otros (especialmente los comerciales) serán accionados por un motor eléctrico. La mayoría de los extractores de manivela se basan en un sistema de engranajes para aumentar la velocidad de rotación de los marcos.
La mayoría de los extractores comerciales grandes son radiales y se basan en la pendiente ascendente de las celdas del panal. Cuando las abejas construyen su panal, las celdas se inclinan hacia arriba desde la nervadura central en un ángulo de 10 a 14 grados. Al aprovechar este ángulo de pendiente, es más fácil extraer la miel. Además, la cantidad de trabajo durante la extracción se reduce en el tipo radial porque no es necesario girar los marcos para extraer la miel de ambos lados del panal (aunque, algunos extractores son capaces de girar los panales automáticamente).
Algunos extractores de miel portátiles funcionan con pequeños motores de gasolina o diésel. Los motores diésel más grandes son más caros que los compactos de gasolina de 2 tiempos y, por lo general, utilizan el combustible diésel para operar a menos revoluciones con un par más alto. Los extractores que funcionan con diésel son más difíciles de arrancar, especialmente en invierno debido a la mayor viscosidad del combustible en condiciones de hielo y nieve.